# Sebastian Enderle
Sebastian Enderle (* 29. Mai 1989 in Ulm) ist ein deutscher Fußballspieler.

## Karriere
In der Jugend wechselte Enderle 2002 von der SSG Ulm 99 zum VfB Stuttgart. Zur Saison 2008/09 gehört Enderle erstmals dem Kader der zweiten Mannschaft des VfB Stuttgart an. Sein Profidebüt gab Enderle am 26. Juli 2008 am ersten Spieltag der Saison 2008/09 für den VfB II in der 3. Profi-Liga gegen Kickers Offenbach.
Am 26. Februar 2009 stand Enderle beim UEFA-Pokal-Heimspiel gegen Zenit St. Petersburg erstmals im Kader der ersten Mannschaft des VfB, kam jedoch nicht zum Einsatz.
Nachdem er sich im Frühjahr 2010 bereits einen Mittelfußbruch zugezogen hatte, verletzte sich Enderle im Oktober 2010 am selben Bein erneut schwer und fiel mit einem Schienbeinbruch für den Rest der Saison 2010/11 aus. 
Am 6. Juni 2012 verlängerte Sebastian Enderle seinen auslaufenden Vertrag mit dem VfB um ein Jahr. Am Ende der folgenden Saison wurde dieser Vertrag nicht mehr verlängert. Im Dezember 2013 unterschrieb Enderle beim FV Illertissen einen bis Juni 2015 datierten Vertrag.